# S-400
L'S-400 Triumf (in cirillico: С-400 Триумф, nome in codice NATO: SA-21 Growler), in precedenza identificato come S-300-PMU-3 (vedasi S-300PM), è un sistema d'arma antiaereo a lungo raggio di nuova generazione e fabbricazione russa, sviluppato dalla Almaz Central Design Bureau negli anni duemila ed entrato in servizio limitato nelle Forze armate russe a partire dal 2007. 
Progettato per neutralizzare velivoli da attacco, AWACS, missili da crociera e missili balistici a medio raggio, così come identificati nel trattato INF in vigore fino al 2019, l'S-400 Triumf è la naturale evoluzione dei sistemi antiaerei di origine sovietica appartenenti alla serie S-300, che è destinato a sostituire.
Secondo il produttore, può ingaggiare fino a 36 bersagli simultaneamente posti a 400 km di distanza e fino 30 km di altitudine, offrendo una copertura dello spazio aereo a 360 gradi.
Al 2020, la versione da esportazione S-400E ha riscosso un notevole successo commerciale: le forze armate di Bielorussia, Cina, India, Turchia ed Arabia Saudita hanno siglato formalmente l'acquisto del sistema.
A causa delle prestazioni, perlomeno sulla carta, nettamente superiori a qualsiasi altro sistema antiaereo oggi sul mercato, nonché del vantaggio militare che esso può offrire una volta schierato, il sistema S-400 è apertamente osteggiato dal governo degli Stati Uniti ed è per tali motivi oggetto di intensa disputa internazionale: Cina, India e Turchia sono state infatti sanzionate e/o estromesse da programmi militari sviluppati congiuntamente con l'industria statunitense per aver acquisito il sistema ai sensi del CAATSA (Countering America’s Adversaries Through Sanctions Act) introdotto nel 2017. Nello specifico caso della Turchia, il Congresso statunitense si è perfino detto disposto a rilevare gli S-400 acquistati da Ankara quale condizione imprescindibile per la sua reintegrazione nel programma F-35.
Al 2021, l'S-400 costituisce la spina dorsale della difesa antiaerea della Federazione Russa nella quale opera agendo in simbiosi con i sistemi Buk-M3, S-300V4, S-350 ed S-500.

## Caratteristiche
L'S-400 è stato progettato come sistema d'arma capace di intercettare e colpire aerei da guerra e missili balistici e da crociera che volano a una velocità fino a 4,8 km/s (17.000 km/h). Il sistema può individuare fino a 36 obiettivi contemporaneamente (80 nelle nuove versioni) in un raggio che va da 30 a 400 km in base al tipo di missile utilizzato (quest'ultima distanza viene raggiunta con il missile 40N6 con compiti ABM e anti AWACS).
Nel 2018 l'Esercito Popolare Cinese ha comunicato di aver abbattuto con successo, nel corso di un'esercitazione, un bersaglio in volo supersonico a 250 km di distanza.
Dal 2022, con l'invasione russa dell'Ucraina, ci sono state svariate dichiarazioni relative all'utilizzo di tale arma, di abbattimenti che si sarebbero ottenuti con essa e di attacchi ai lanciatori missilistici.
Nel 2025, durante il conflitto tra India e Pakistan del 2025, secondo alcune fonti l'India avrebbe utilizzato l'S-400.

## Armamento
Missile 48N6E3
- Raggio d'azione: 240 km[25].
- Velocità del missile: 2.000 m/s[25].

Missile 48N6E2
- Raggio d'azione: 200 km[25].
- Velocità del missile: 2.000 m/s[25].

Missile 40N6E
- Raggio d'azione: 380 km[25].
- Velocità del missile: 1.190 m/s[25].

Missile 9M96E
- Raggio d'azione: 40 km[26].
- Velocità del missile: 1.000 m/s[26].

Missile 9M96E2
- Raggio d'azione: 120 km[26].
- Velocità del missile: 900 m/s[26].

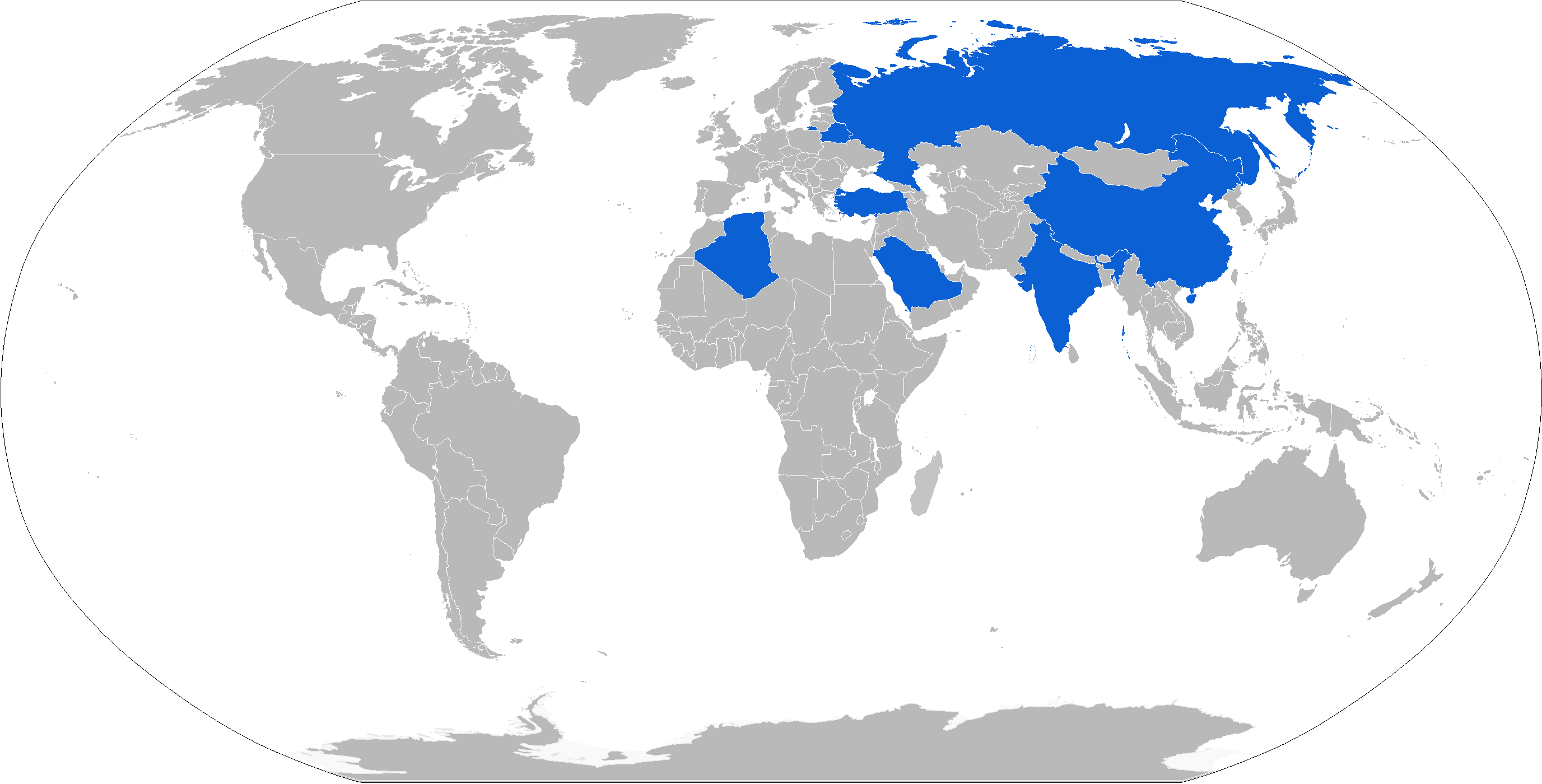
Paesi che al 2020 hanno acquistato il sistema da difesa aerea a lungo raggio S-400

## Composizione
Nella configurazione adottata dall'esercito russo il sistema S-400 è costituito da:
- 1 posto comando 55K6E
- 1 radar di acquisizione bersagli 91N6E con sistema di gestione del combattimento 30K6E
- 1 sistema di supporto logistico 30Ts6E
- 6 complessi 98Zh6E

Ciascun complesso 98Zh6E, a sua volta, comprende:
- 1 radar di ingaggio bersagli 92N6E
- numero variabile di lanciatori 5P85SE2/5P85TE2, armati con 4 missili 48N6E2/E3 ciascuno

## Utilizzatori

### Attuali
Algeria
- Ordini sconosciuti. Probabile contratto firmato nel 2013. Consegne nel 2015.[28][29]

 Bielorussia
- 2 battaglioni S-400 ordinati nel 2007. Tutti risultano consegnati al giugno 2016.[30]

 Cina
- 2 reggimenti ordinati nel novembre 2014 per un valore di 3 miliardi di dollari. Tutti gli elementi sono stati consegnati a dicembre 2019.[31][32]

 India
- 5 reggimenti ordinati nel corso di una visita ufficiale a Nuova Delhi del Presidente della Federazione Russa Vladimir Putin al primo ministro indiano Narendra Modi.[33] La commessa, pari a 5,43 miliardi di dollari, sarà evasa a partire dal 2021.[34] A dicembre 2021 le prime unità indiane dell'S-400 sono entrate in servizio nella regione del Punjab.[35]

 Russia
- 57 battaglioni di S-400 in servizio al settembre 2019.[36] Ulteriori 2 battaglioni consegnati da gennaio ad agosto 2020.[37]

 Turchia
- 1 reggimento S-400 ordinato, consegne avviate il 12 luglio 2019.[38][39] Al 2020, 4 batterie di S-400 sono state consegnate e sono in corso negoziazioni per l'acquisizione di 1 ulteriore reggimento di S-400.[40][41] Il 24 agosto 2020 la Turchia raggiunge un accordo per l'acquisto di un secondo reggimento di S-400.[42]

### Futuri
Arabia Saudita
- Nell'ottobre 2017, in occasione di una sua visita di Stato in Russia, re Salman dell'Arabia Saudita ha raggiunto con Vladimir Putin un accordo per la fornitura del sistema d'arma.[43]

### Potenziali
Iraq
- Baghdad si è detta interessata all'acquisto dell'S-400.[44]

 Qatar
- Il Qatar sta valutando le capacità del sistema.[45]